# Frieden von Gerstungen

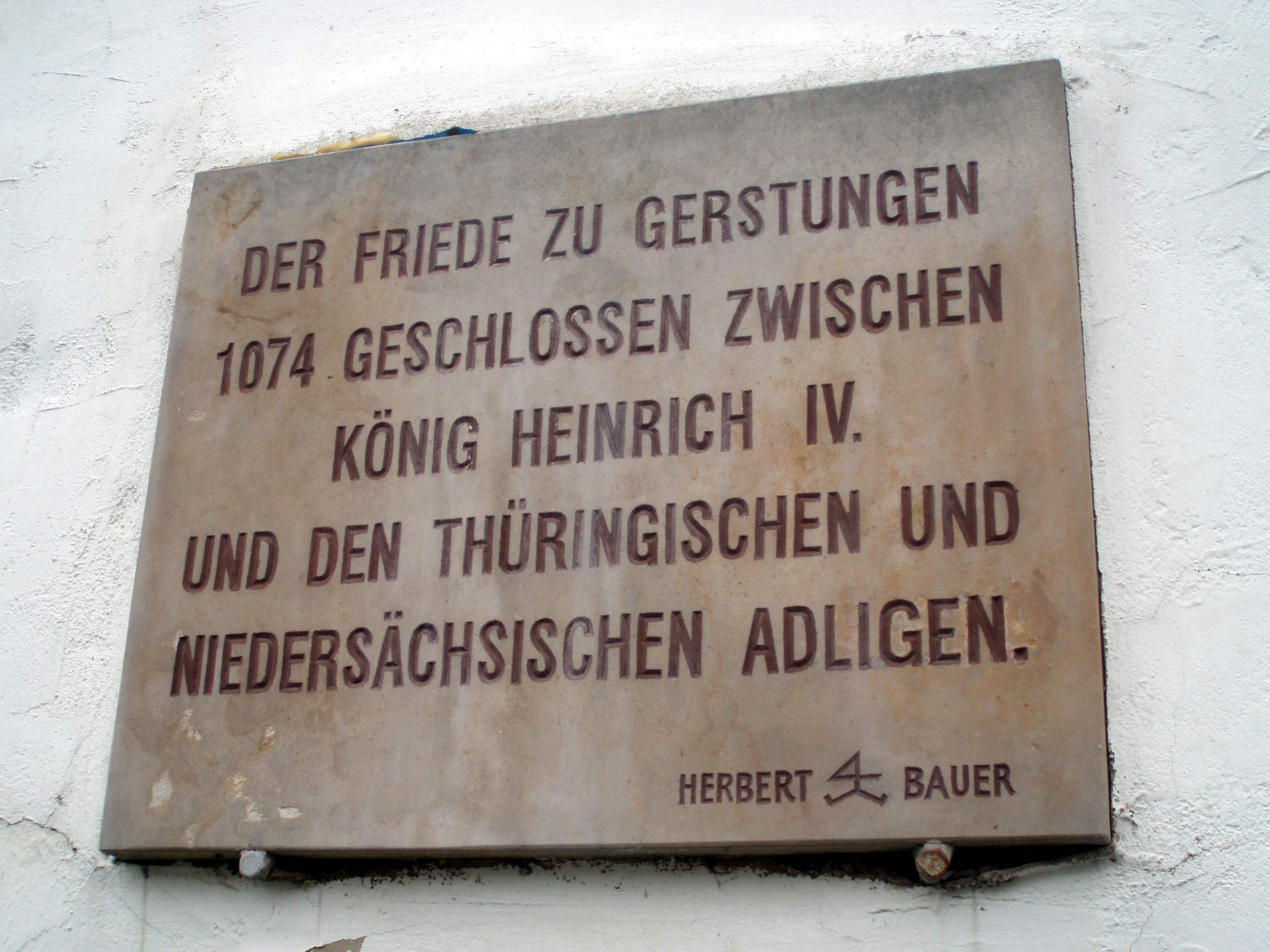
Gedenktafel in Gerstungen

Der Frieden von Gerstungen wurde am 2. Februar 1074 in der Burg Gerstungen an der Werra abgeschlossen, im heutigen Wartburgkreis in Thüringen.
Im Verlauf der Sachsenkriege von 1073 bis 1075 hatte König Heinrich IV. aus der belagerten Harzburg fliehen müssen. Der Friede zu Gerstungen verlangte vom König die Schleifung seiner Burgen im Harz, darunter die noch unfertige Sachsenburg bei Bad Sachsa, mit deren Bau erst 1070 begonnen worden war.
Der Vertrag forderte die Wiedereinsetzung des Herzogs Otto von Northeim in das Herzogtum Bayern. Otto hatte sich 1073 erfolgreich an die Spitze des Sachsenaufstands gestellt. Da sich alle oberdeutschen Fürsten der Wiedereinsetzung widersetzten, konnte Otto seinen Titel als Herzog von Bayern nur formal zurückgewinnen, ihn aber praktisch nicht ausüben.